# Dicranomyia (Zelandoglochina) melanogramma
Dicranomyia (Zelandoglochina) melanogramma is een tweevleugelige uit de familie steltmuggen (Limoniidae). De soort komt voor in het Australaziatisch gebied.